# クリスマス・キャロル (1984年の映画)
『クリスマス・キャロル』（原題：A Christmas Carol）は、チャールズ・ディケンズの小説『クリスマス・キャロル』を原作に、ジョージ・C・スコット主演で1984年アメリカで製作されたテレビ映画である。

## キャスト
| 役名                     | 俳優                         | 日本語吹替                                    |
| 役名                     | 俳優                         | テレビ東京版                                  |
| ------------------------ | ---------------------------- | --------------------------------------------- |
| エベニーザ・スクルージ   | ジョージ・C・スコット        | 大木民夫                                      |
| ジェイコブ・マーレイ     | フランク・フィンレイ         | 江原正士                                      |
| ボブ・クラチット         | デビッド・ワーナー           | 秋元羊介                                      |
| 過去のクリスマスの霊     | アンジェラ・プレザンス       | 沢田敏子                                      |
| 現在のクリスマスの霊     | エドワード・ウッドワード     | 麦人                                          |
| 未来のクリスマスの霊     | マイケル・カーター           |                                               |
| クラチット夫人           | スザンナ・ヨーク             | 浅井淑子                                      |
| フレッド・ホリーウェル   | ロジャー・リース             | 島田敏                                        |
| ジャネット・ホリーウェル | キャロライン・ラングリッシュ | 折笠愛                                        |
| 若き日のスクルージ       | マーク・ストリックソン       | 宮本充                                        |
| ティム                   | アンソニー・ウォルターズ     | 矢島晶子                                      |
| ベル                     | ルーシー・ガタリッジ         | 近藤玲子                                      |
| サイラス・スクルージ     | ナイジェル・ダヴェンポート   | 伊井篤史                                      |
| ファン                   | ジョアンヌ・ウォーリー       | 花咲きよみ                                    |
| フェジウィッグ           | ティモシー・ベイトソン       | 西川幾雄                                      |
| プール                   | マイケル・ガフ               | 伊井篤史                                      |
| ハッキング               | ジョン・クォーンビー         | 西川幾雄                                      |
| オールド・ジョー         | ピーター・ウッドソープ       | 伊井篤史                                      |
| ディルバー夫人           | リズ・スミス                 | 花咲きよみ                                    |
| ティプトン               | ジョン・シャープ             | 宮沢元                                        |
| フォーブッシュ           | ダニー・デイヴィス           | 伊藤和晃                                      |
| ペンバートン             | デレク・フランシス           | 円谷文彦                                      |
| その他                   |                              | 田中正彦 後藤久美                             |
| 日本語版スタッフ         |                              |                                               |
| 演出                     |                              | 松川陸                                        |
| 翻訳                     |                              | 武満真樹                                      |
| 調整                     |                              | 近藤勝之                                      |
| 効果                     |                              | 新音響                                        |
| 担当                     |                              | 小嶋尚志 細谷美樹                             |
| 制作                     |                              | コスモプロモーション                          |
| 初回放送                 |                              | 1991年12月23日 『ホリデーファミリーシアター』 |